# Flux d'entrada (meteologia)

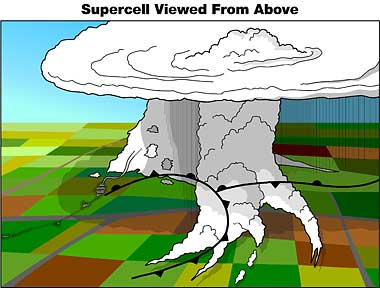
Imatge de tempesta supercel·lular que mostra bandes d'entrada de cúmulus

El flux d'entrada és el flux d'un fluid a una gran col·lecció d'aquest fluid. Dins de la meteorologia, el flux d'entrada normalment es refereix a l'entrada de calor i humitat de l'aire dins de l'atmosfera terrestre als sistemes de tempestes. Els ciclons extratropicals s'alimenten del flux d'entrada enfocada al seu front fred i front càlid. Els ciclons tropicals requereixen una gran entrada de calor i humitat dels oceans càlids per desenvolupar-se de manera significativa, principalment dins del quilòmetre més baix de l'atmosfera. Una vegada que el flux d'aire càlid i humit es talla de les tempestes i els tornados associats, normalment pel front de ràfega refrigerat per la pluja de la tempesta, les tempestes comencen a dissipar-se. Les entrades posteriors en jet darrere de les línies de borrasca actuen per erosionar l'ampli escut de pluja darrere de la línia de borrasca i accelerar el seu moviment cap endavant.

## Tempestes

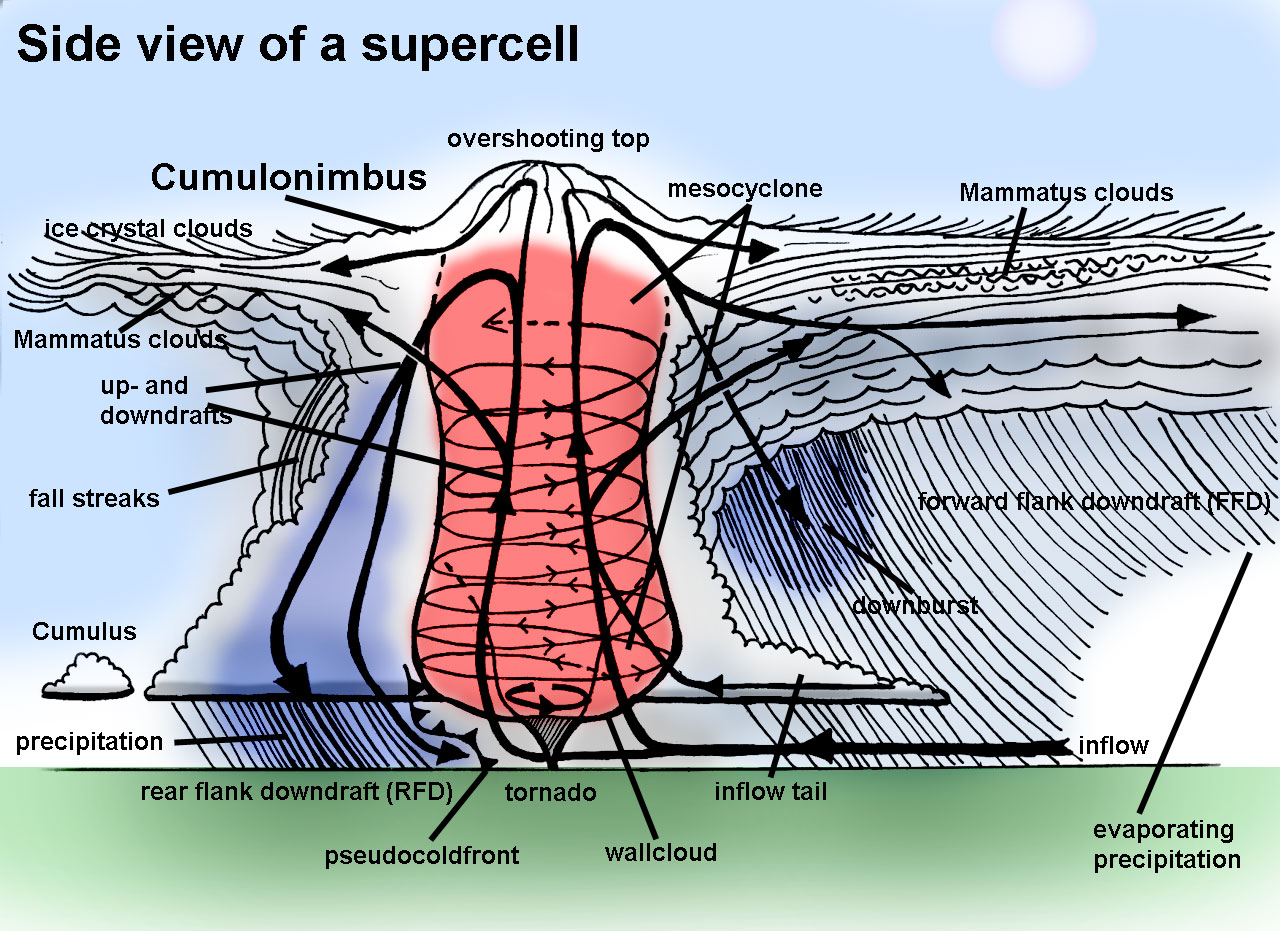
Flux d'aire dins i al voltant d'una supercel·la amb el flux d'entrada a la base a la dreta.

L'entrada d'una tempesta, o complex de tempestes, és la circulació d'aire càlid i humit davant d'una zona de convergència activa, com ara un front fred. Aquesta massa d'aire s'eleva pel disparador i forma núvols convectius. Més tard, l'aire fresc transportat a terra pel corrent descendent de la tempesta, talla l'entrada de la tempesta, destruint el seu corrent ascendent i provocant la seva dissipació.
Els tornados, que es formen dins de les tempestes més fortes, creixen fins a arribar a la seva etapa de maduresa. Aquesta massa d'aire s'eleva pel disparador i forma núvols convectius. És quan el corrent descendent del flanc posterior de la tempesta, alimentat per l'aire refrigerat per la pluja, comença a embolicar-se al voltant del tornado, tallant l'entrada d'aire calent que abans alimentava el tornado.
L'entrada també pot es originar a nivells mitjans de l'atmosfera. Quan les tempestes són capaços d'organitzar-se en línies de borrasca, una característica coneguda com a raig d'entrada posterior es desenvolupa al sud de la circulació de nivell mitjà associada amb el seu vòrtex nord. Això condueix a una erosió de la pluja dins de l'ample escut de pluja darrere de la línia de borrasca, i pot conduir a l'acceleració de la mateixa línia de borrasca.

## Ciclons tropicals

Estructura d'un cicló tropical amb entrada en vermell.

Si bé un sistema inicial de nucli càlid, com un complex organitzat de tempestes, és necessari per a la formació d'un cicló tropical, es necessita un gran flux d'energia per reduir la pressió atmosfèrica més d'uns pocs mil·libars (0,10 polzades de mercuri). L'entrada de calor i humitat de la superfície oceànica subjacent és fonamental per a l'enfortiment del cicló tropical. Una quantitat significativa de l'entrada del cicló es troba a l'1 quilòmetre més baix (3.300 peus) de l'atmosfera.

## Ciclons extratropicals

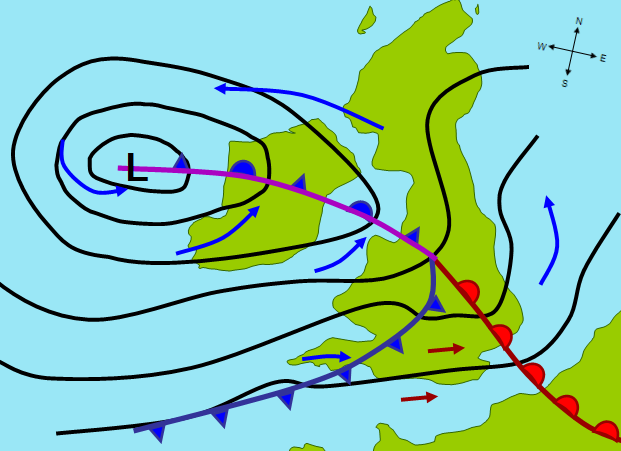
Mapa meteorològic d'un cicló extratropical que afecta Gran Bretanya i Irlanda. El símbol "L" denota el centre de la "baixa pressió", i es representen els límits frontals oclusos, freds i càlids.

La teoria del front polar s'atribueix a Jacob Bjerknes i es va derivar d'una xarxa costanera de llocs d'observació a Noruega durant la Primera Guerra Mundial. Aquesta teoria proposava que l'entrada principal d'un cicló es concentrava al llarg de dues línies de convergència, una cap endavant (o a l'est) de la baixa i una altra cap a l'equador (al sud a l'hemisferi nord i al nord a l'hemisferi sud) i darrere (o a l'oest) de la baixa. La línia de convergència davant de la baixa es va conèixer com a línia de direcció o com a front càlid. La zona de convergència posterior es va anomenar línia de borrasca o front fred. Les zones de núvols i pluges semblaven estar enfocades al llarg d'aquestes zones de convergència. Una cinta transportadora, també anomenada cinta transportadora calenta, és un terme que descriu el flux d'un corrent d'aire càlid i humit que s'origina dins del sector càlid (o generalment cap a l'equador) d'un cicló extratropical abans del front fred que s'inclina per sobre. i cap al pol (al nord a l'hemisferi nord i al sud a l'hemisferi sud) del front càlid superficial. El concepte de cinta transportadora es va originar el 1969.
La vora esquerra de la cinta transportadora és aguda a causa de l'aire de major densitat que entra des de l'oest, forçant un fort pendent cap al front fred. Una àrea de precipitació estratiforme es desenvolupa cap als pols del front càlid al llarg de la cinta transportadora. La precipitació activa cap al pol del front càlid implica un potencial per a un major desenvolupament del cicló. Una part d'aquesta cinta transportadora gira cap a la dreta (esquerra a l'hemisferi sud), alineant-se amb el flux oest del nivell superior. Tanmateix, la part occidental d'aquest cinturó s'envolta al voltant del costat nord-oest (sud-oest a l'hemisferi sud) del cicló, que pot contenir precipitacions moderades a fortes. Si la massa d'aire és prou freda, la precipitació cau en forma de neu intensa. La teoria de la dècada dels anys 80 del segle xx parlava de la presència d'una cinta transportadora freda que s'originava al nord del front càlid i fluïa al llarg d'un camí en el sentit de les agulles del rellotge (a l'hemisferi nord) fins al cinturó principal dels vents de l'oest, però hi ha hagut proves contradictòries sobre si o aquest fenomen no existeix realment.